# ويمبل (كامبريدجشير)
ويمبل (بالإنجليزية: Wimpole)‏ هي قرية و أبرشية مدنية تقع في المملكة المتحدة في إنجلترا. يقدر عدد سكانها بـ 227 نسمة .